# Зельвенское водохранилище
Зельвенское водохранилище (бел. Зэльвенскае вадасховішча) — водохранилище на реке Зельвянка в городском посёлке Зельва. 
Водохранилище является сильнопроточным со среднегодовым стоком 0,207 км³. На берегу находятся турбаза, гостиничный комплекс «Белый парус», большой пляж, несколько агроусадеб. 
В 2018 году здесь прошёл первый этап чемпионата Белоруссии по ловле рыбы методом квивертип.